# Multishow ao Vivo: Naldo Benny
Multishow Ao Vivo Naldo Benny é o segundo álbum do cantor brasileiro Naldo Benny. O álbum foi gravado apresentação ao vivo, realizada em 3 de julho de 2013, no Credicard Hall, em São Paulo. O lançamento foi em 19 de novembro de 2013 no Brasil, Europa e nos Estados Unidos.

## Produção
No início de junho de 2013, na Costa do Sauípe antes do show de Weekend Sertanejo, Naldo Benny anunciou o projeto em estágio avançado de seu novo DVD em parceria com o canal Multishow. No dia, Naldo adiantou alguns convidados especiais, como Ivete Sangalo e o sertanejo Gusttavo Lima. Ele também informou o local e o dia da gravação.
Logo depois foi anunciado mais informações a respeito do projeto, como o cenário em tecnologia 3D, telões e diversas luzes de led.  Informado também que Paulo Custódio iria cuidar de toda iluminação e as coreografias iria ficar a cargo de Binho Reis, Bruno Williams e Marcos Azevedo. Na gravação, cantor teve 20 bailarinos e sua banda.
Segundo o site oficial do Multishow, o DVD teve o custo estimado em 4 milhões de reais e envolveu 600 funcionários e 22 câmeras.

## Recepção
O uso de playback em algumas músicas, participações especiais, e as horas entre a transição de música foi os pontos que mais recebeu avaliações negativas. Paola Correa do Portal R7 criticou negativamente o som e os intervalos, dizendo que "raticamente a cada música Naldo saia de cena para troca de cenário". Para rebater as criticas negativas da impressa, Naldo usou as redes sociais escrevendo "Da próxima vez, nem vá". Em seguida, o cantor incitou seus fãs a "bombardear essa imprensa suja que está falando um monte de mentira". Tiago Dias do UOL Música apenas avaliou negativamente o tempo de duração da gravação que foi de 4 horas, e relatou que as músicas Chantily e Amor de Chocolate foram umas das que mais agradou o público presente.